# Amphibolurus
Amphibolurus é um gênero de lagartos da família Agamidae que habitam a Austrália. O gênero contem quatro espécies distintas:
- Amphibolurus burnsi
- Amphibolurus muricatus
- Amphibolurus nobbi
- Amphibolurus norrisi